# Tutu (음반)
《Tutu》는 1986년 워너 브라더스 레코드가 발매한 미국의 재즈 트럼펫 연주자 마일스 데이비스의 음반이다. 이 음반은 웨스트할리우드의 르 콩크스에서 녹음된 〈Backyard Ritual〉를 제외하고 주로 로스앤젤레스의 캐피틀 스튜디오와 뉴욕의 클린턴 레코딩에서 녹음되었다. 데이비스는 음반에서의 연주로 1986년 최우수 재즈 인스트루멘털 퍼포먼스, 솔로 부문 그래미 어워드를 받았다.

## 배경
원래 일부 트랙은 멀티 인스트루멘털리스트/작곡가/프로듀서/편곡가/가수 프린스와의 협업으로 계획되었다. 프린스는 나중에 공개되지 않은 이유로 탈퇴했지만, 두 사람은 굳은 친구로 남았고 나중에 〈Can I Play With U〉에서도 협력했다(이후 마일스는 프린스의 〈Movie Star〉와 〈Penetration〉을 커버했다). 데이비스는 궁극적으로 베이시스트/멀티 인스트루멘털리스트 마커스 밀러와 함께 일했다. 밀러는 〈Tomaas〉(데이비스 공동 작곡), 〈Backyard Ritual〉(키보디스트 조지 듀크), 〈Perfect Way〉(팝 그룹 스크리티 폴리티)를 제외한 모든 곡을 작곡, 편곡했다. 이 음악은 1980년대 중반의 R&B와 펑크에서 강하게 영감을 받았으며, 신시사이저, 시퀀서, 드럼 머신이 많이 사용되었다.
음반에 첨부된 노트에서 알 수 있듯이, 투투는 듀크와 리푸마가 공동 프로듀싱한 〈Backyard Ritual〉를 제외하고 토미 리푸마와 마커스 밀러가 프로듀싱했다.
커버는 이시오카 에이코가 디자인하고 어빙 펜이 사진을 찍었다. 이시오카 에이코는 1987년 그래미 어워드 최우수 앨범 패키지상을 수상하였다. 오리지널 바이닐 음반은 한쪽 면에 음반 크레딧이 인쇄된 컬러의 이너 슬리브와 뒷면에 데이비스의 왼손(가운데 손가락이 눌린 상태) 사진이 인쇄되어 있었다.

## 반응
| 전문가 평가                   | 전문가 평가 |
| 평가 점수                     | 평가 점수   |
| 출처                          | 점수        |
| ----------------------------- | ----------- |
| AllMusic                      | [ 7 ]       |
| Encyclopedia of Popular Music | [ 8 ]       |
| The Guardian                  | [ 9 ]       |
| Jazzwise                      | [ 10 ]      |
| MusicHound Jazz               | 4/5         |
| The New Zealand Herald        | 4/5         |
| The Penguin Guide to Jazz     | [ 13 ]      |
| Record Collector              | [ 14 ]      |
| The Rolling Stone Album Guide | [ 15 ]      |
| The Village Voice             | B+          |

《Tutu》는 1986년에 발매되었을 때 비평가들과 청취자들을 나누었다. 폴 팅겐은 데이비스의 1970년 핵심 음반인 《Bitches Brew》와 마찬가지로 《Tutu》는 10년 동안 "정의적인 재즈 음반" 중 하나가 되었고 드럼 머신과 신시사이저에 대한 의존도가 높았기 때문에 많은 다른 재즈 청취자들을 소외시키면서 젊고 새로운 청중을 끌어들였다고 썼다. 많은 비평가들은 이 음악이 사랑스러울 정도로 우아하고, 캐주얼한 청취용으로 설계되었으며, 주로 밀러의 작품이라고 생각했다. 그 해 《뉴욕 타임스》에서 로버트 파머는 "1970년대 후반 팝 재즈의 주류에서 너무 익숙한 찰랑찰랑한 질감을 가진" 신시사이저와 현대 힙합 레코드의 혁신이 결여된 전자 리듬을 특징으로 하며, "이미 기묘하게 오래되고 야심이 없는 것처럼 들린다"고 말했다.

## 곡 목록
모든 곡들은 특별한 언급이 없는 한 마커스 밀러에 의해 작곡하였다.
| #  | 제목                     | 작곡                           | 재생 시간 |
| -- | ------------------------ | ------------------------------ | --------- |
| 1. | 〈Tutu〉                 |                                | 5:15      |
| 2. | 〈Tomaas〉               | 마일스 데이비스, 밀러          | 5:38      |
| 3. | 〈Portia〉               |                                | 6:18      |
| 4. | 〈Splatch〉              |                                | 4:46      |
| 5. | 〈Backyard Ritual〉      | 조지 듀크                      | 4:49      |
| 6. | 〈Perfect Way〉          | 데이비드 갬슨, 그린 가트사이드 | 4:35      |
| 7. | 〈Don't Lose Your Mind〉 |                                | 5:49      |
| 8. | 〈Full Nelson〉          |                                | 5:06      |

## 인증
| 국가                       | 인증 | 판매량/출하량 |
| -------------------------- | ---- | ------------- |
| 프랑스 (SNEP)              | 골드 | 100,000*      |
| *판매량을 기반으로 한 인증 |      |               |